# Hugo Böttger

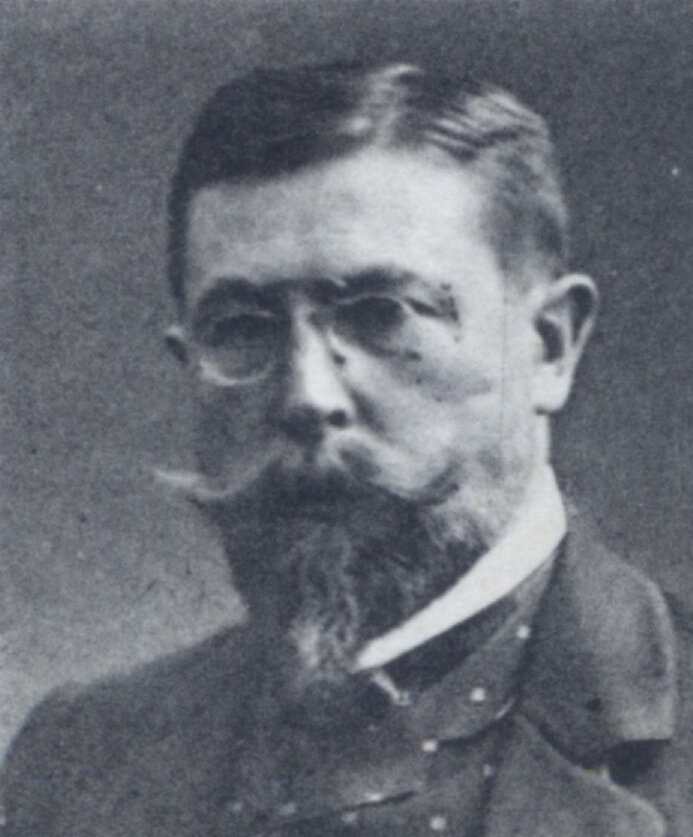
Hugo Böttger als Reichstagsabgeordneter 1912

Hugo Böttger (* 21. Juli 1863 in Osnabrück, Königreich Hannover; † 17. Februar 1944 in Berlin) war ein deutscher Publizist, Reichstagsabgeordneter und Burschenschaftsfunktionär.

## Leben und Wirken

Titelblatt der Burschenschaftlichen Blätter (1898/99)

Er studierte Nationalökonomie und Staatswissenschaften in Jena, Berlin und Tübingen und wurde 1884 Mitglied der Jenaer Burschenschaft Arminia auf dem Burgkeller. Nach dem Studium wandte er sich dem Journalismus zu, wurde 1890 Hauptschriftleiter der Hildesheimer Allgemeinen Zeitung, 1896 der Berliner Täglichen Rundschau.
1898 wurde er in Leipzig zum Doktor der Philosophie promoviert und übernahm im selben Jahr die Schriftleitung der Burschenschaftlichen Blätter, die er bis 1921 innehatte. Er war Herausgeber der Burschenschaftlichen Schriften (1900–1914) und daneben politisch-publizistisch tätig.
Böttger galt mit seiner heftigen Kritik an der katholischen Zentrumspartei als typischer Vertreter des Anti-Ultramontanismus.
Abgeordneter des deutschen Reichstages war Böttger von 1903 bis 1906 für den Wahlkreis Hannover 19 (Neuhaus-Geestemünde), sowie von 1912 bis 1918 für den Wahlkreis Duisburg-Mülheim-Oberhausen, jeweils als Vertreter der Nationalliberalen Partei, deren Vorstandsmitglied er ab 1913 war.
Im Zeitraum 1915 bis 1925 bekleidete er darüber hinaus das Amt des Vorsitzenden des Akademischen Hilfs-Bundes.

## Veröffentlichungen
- Handbuch für den Deutschen Burschenschafter. Berlin 1912 (als Herausgeber). nbn-resolving.de